# MacLennan v MacLennan
MacLennan v MacLennan 1958 S.C. 105; 1958 S.L.T. 12 (Outer House, Court of Session, Scotland) fue un  caso civil que requirió que la corte determinara si la inseminación artificial constituía adulterio.
El señor y la señora MacLennan se casaron en agosto de 1952 pero su matrimonio no fue exitoso. La pareja se separó poco después y la señora MacLennan fue a los Estados Unidos. En julio de 1955 ella tuvo una bebé. El señor MacLennan la demandó por divorcio alegando adulterio. La señora MacLennan defendió su acción diciendo que ella concibió a su bebé mediante inseminación artificial, no por adulterio.  La Corte de Sesión se enfrentó a la definición de adulterio y si la inseminación artificial podía ser definida o no como adulterio.
Aquí es cuando la definición tomada de los comentarios de Lord Wheatley, involucran "contacto físico con un órgano desconocido e ilegal".
El tribunal establece leyes específicas para el adulterio:
1. En el adulterio debe haber dos partes, físicamente presentes y manteniendo relaciones sexuales.
2. No es necesario que haya interacción alguna entre el esperma y el óvulo.

La corte declaró que la inseminación artificial no constituye adulterio. Sin embargo, la señora MacLennan no presentó ante la corte ninguna prueba de ella tomando inseminación artificial. El señor MacLennan obtuvo el divorcio.